# قائمة قرارات مجلس الأمن التابع للأمم المتحدة لعام 1976
تتضمن قائمة قرارات مجلس الأمن التابع للأمم المتحدة لعام 1976 جميع القرارات الصادرة عن مجلس الأمن التابع للأمم المتحدة خلال العام 1976.

## القائمة
| رقم القرار | الرمز            | نص القرار                         | موضوع القرار                        |
| ---------- | ---------------- | --------------------------------- | ----------------------------------- |
| 385        | S/RES/385 (1976) | نص الوثيقة على موقع الأمم المتحدة | ناميبيا                             |
| 386        | S/RES/386 (1976) | نص الوثيقة على موقع الأمم المتحدة | موزمبيق - رودسيا الجنوبية           |
| 387        | S/RES/387 (1976) | نص الوثيقة على موقع الأمم المتحدة | أنغولا - جنوب أفريقيا               |
| 388        | S/RES/388 (1976) | نص الوثيقة على موقع الأمم المتحدة | رودسيا الجنوبية                     |
| 389        | S/RES/389 (1976) | نص الوثيقة على موقع الأمم المتحدة | تيمور الشرقية                       |
| 390        | S/RES/390 (1976) | نص الوثيقة على موقع الأمم المتحدة | إسرائيل - الجمهورية العربية السورية |
| 391        | S/RES/391 (1976) | نص الوثيقة على موقع الأمم المتحدة | قبرص                                |
| 392        | S/RES/392 (1976) | نص الوثيقة على موقع الأمم المتحدة | جنوب أفريقيا                        |
| 393        | S/RES/393 (1976) | نص الوثيقة على موقع الأمم المتحدة | جنوب أفريقيا - زامبيا               |
| 394        | S/RES/394 (1976) | نص الوثيقة على موقع الأمم المتحدة | قبول أعضاء جدد: سيشل                |
| 395        | S/RES/395 (1976) | نص الوثيقة على موقع الأمم المتحدة | اليونان - تركيا                     |
| 396        | S/RES/396 (1976) | نص الوثيقة على موقع الأمم المتحدة | مصر - إسرائيل                       |
| 397        | S/RES/397 (1976) | نص الوثيقة على موقع الأمم المتحدة | قبول أعضاء جدد: أنغولا              |
| 398        | S/RES/398 (1976) | نص الوثيقة على موقع الأمم المتحدة | إسرائيل - الجمهورية العربية السورية |
| 399        | S/RES/399 (1976) | نص الوثيقة على موقع الأمم المتحدة | قبول أعضاء جدد: ساموا الغربية       |
| 400        | S/RES/400 (1976) | نص الوثيقة على موقع الأمم المتحدة | تعيين الأمين العام الجديد           |
| 401        | S/RES/401 (1976) | نص الوثيقة على موقع الأمم المتحدة | قبرص                                |
| 402        | S/RES/402 (1976) | نص الوثيقة على موقع الأمم المتحدة | ليسوتو - جنوب افريقيا               |

## المرجع
1. ↑  "Security Council Resolutions" (بالإنجليزية). الأمم المتحدة. Archived from the original on 2018-10-22. Retrieved 22 شباط / فبراير 2017. {{استشهاد ويب}}: تحقق من التاريخ في: |تاريخ الوصول= (help)